# 고려개혁신학연구원
고려개혁신학연구원(高麗改革神學硏究院)은 대한예수교장로회(고려개혁) 소속으로, 서울특별시에 있는 대한민국의 신학교이다.

## 연혁
1989년 서울성경대학 및 신학교(Seoul Bible College & Seminary)로 설립되었으며, 1992년 대한예수교장로회(고려개혁) 총회 설립 및 요청으로 직영신학교로 전환되어 교명을 서울고려신학교로 변경하였으나 이후, 직영신학교에서 교단의 유일한 인준신학교로 전환하면서 지금의 학교명으로 변경하였다. 이 신학교는 신학대학원 과정으로 서울특별시 종로구에 위치해 있다.

## 특징
1946년 일제의 신사참배 거부로 투옥된 한상동·주남선 목사가 주축이 되어 설립한 고려신학교의 설립이념을 계승하고 있으며 청교도적 개혁신학에 뿌리를 두고 있다. 또한 재학생 전원이 졸업때까지 교단의 기부금에 의해서 수업료를 면제받아 목회자 후보생 전원이 신학수련에만 전념하고 있다. 설립자이자, 초대 총장은 고신의 전호진 박사와 더불어 대한민국의 대표적인 1세대 후기 선교신학자인 송용조 박사이다.

## 개설학과
입학자격은 4년제 대학과정 이상을 마친 자를 입학조건으로 한다.
- 목회학석사 과정(M.Div.)

## 출신 신학자
- 문상철(전 합동신대원 교수, 한국선교연구원 설립자, 선교신학자)
- 하승무(OPCK & KPTS 설립자, 역사신학자)
- 신정욱(계약신대원 교수, 구약신학자)
- 김준범(계약신대원 교수, 신약신학자)

## 같이 보기
- 고려파